# Liparis chefuensis
Espèce
Synonymes
- Liparis choanus Wu & Wang, 1933[1]

Liparis chefuensis est une espèce de poissons de la famille des Liparidae (poissons communément appelés « limaces de mer »).

## Systématique
L'espèce Liparis chefuensis a été décrite en 1933 par les ichtyologistes chinois Hsien-wen Wu (d) (1900-1985) et Yikang Wang (d)  (1897-1957).

## Répartition
Cette espèce ne se rencontre que dans la mer Jaune à une profondeur comprise entre 5 et 30 m. Les différents spécimens ont été collectés sur fond vaseux.

## Description
Liparis chefuensis mesure au maximum 140 mm pour les femelles et 165 mm pour les mâles.

## Étymologie
Son épithète spécifique, composée de chefu et du suffixe latin -ensis, « qui vit dans, qui habite », lui a été donnée en référence au lieu de sa découverte, la ville de Yantai dans la province chinoise du Shandong, alors baptisée « Chefoo » ou « Tchefou ».

## Publication originale
- (en) H.W. Wu et K.F. Wang, « A review of the discobolous fishes on the Chinese coast », Contributions from the Biological Laboratory of the Science Society of China, zoological Series, vol. 2, no 2,‎ février 1933, p. 77-86.